# Rkang-gling

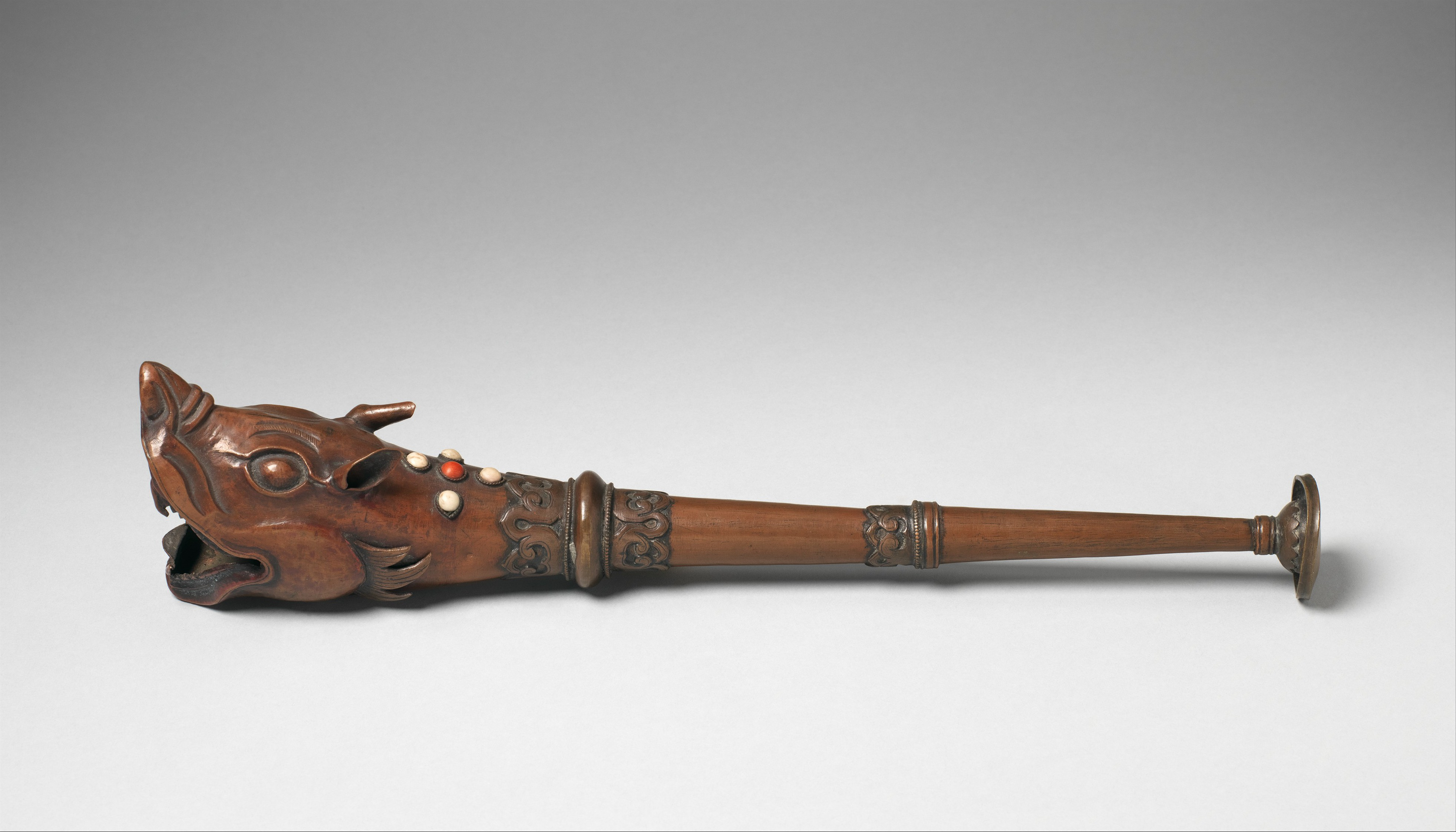
Kangling, 19. Jahrhundert, Metropolitan Museum of Art, New York

Rkang-gling (tibetisch རྐང་གླིང་ Wylie rkang gling, aus rkang, „Oberschenkelknochen“, und gling, „Flöte“, oder rkang-dung, aus dung, „Trompete“, auch kangling) ist eine in der tibetischen Ritualmusik verwendete Trompete, die traditionell aus einem menschlichen Oberschenkelknochen besteht. Die Knochentrompete wird heute meist durch eine kurze Metalltrompete ersetzt.

## Bauform
Die rkang-gling wurde ursprünglich aus dem Oberschenkelknochen eines Menschen gemacht (buddhistischer Lehrer, Gewaltopfer, oder Gewalttäter ?). Etwa seit dem 19. Jahrhundert sind sie aus Büffelknochen, Horn, Holz oder Metall. Die Instrumente sind manchmal in Leder gewickelt, häufig sind sie an den Enden mit Metall oder anderen Stoffen verziert.
Eine rkang-gling wurde ausschließlich für buddhistische Chöd-Rituale verwendet. Sie sollte böse Geister besänftigen und deren Hunger stillen.
Auf dem westeuropäischen Kunstmarkt sind verschiedenste Exemplare erhältlich.